# Mitchel Musso (álbum)
Mitchel Musso es el álbum debut homónimo del actor y cantante estadounidense, Mitchel Musso. El álbum fue lanzado bajo Walt Disney Records el 2 de junio de 2009.

## Antecedentes
Musso trabajó con Sam Hollander, Dave Katz, Bryan Todd, Justin Gray, Curt Schneider, Matthew Wilder, y otros productores y compositores para producir el álbum tanto en Los Ángeles como en Nueva York. El propio Musso también contribuyó coescribiendo en dos canciones de las trece pistas del álbum. Mitchel canta en solitario en todas las pistas excepto en dos tituladas "Us Against the World" y "Shout It". Las dos son un dúo en el que participan la cantante Katelyn Tarver y el hermano de Musso Mason Musso respectivamente. Musso declaró: "Pero en realidad mi canción favorita de mi álbum es un dueto, "Us Against the World". Creo que es la que tiene un ambiente más oscuro, pero al mismo tiempo es una canción muy alegre. Y creo que la voz de la chica, su nombre es Katelyn Tarver, así que fue increíble tenerla en la pista." "Let's Make This Last 4Ever" apareció en un episodio de Hannah Montana y también es una canción de la banda sonora de Hannah Montana 3. "Hey" se utilizó como tema principal de Unhitched.

## Lanzamiento
El álbum salió a la venta el 2 de junio de 2009. El CD físico incluye un póster desplegable de Musso. También incluyen un stream exclusivo de "Let's Make This Last 4Ever", que estará disponible una vez que se compre el álbum.
Musso promocionó el álbum con una gira con más de 54 fechas programadas por Estados Unidos y Canadá. El grupo KSM fue su telonero en algunas fechas. Musso también actuó como telonero de la banda de su hermano mayor Metro Station en 9 fechas entre el 23 de julio y el 14 de agosto de 2009. Honor Society también actuó como telonero en algunos de sus conciertos. Musso promocionó el álbum interpretando tres canciones del mismo en el festival de música Wango Tango de Los Ángeles el 9 de mayo de 2009.

## Recepción comercial
En su primera semana de lanzamiento, el álbum vendió 20.000 unidades, lo que lo situó en el puesto 19 de la lista Billboard 200. Para agosto de 2009, el álbum había vendido más de 100.000 copias en Estados Unidos.

## Sencillos
"Hey" fue lanzado como sencillo principal del álbum. Musso filmó un vídeo musical para la canción y el vídeo se estrenó en Disney Channel el 15 de mayo de 2009. La canción debutó en el número 70 de la lista Billboard Hot 100.[cita requerida]
"Shout It" fue anunciado como segundo sencillo por Musso en su página oficial de Twitter. El vídeo musical de la canción, que muestra escenas de su gira, se estrenó el 29 de septiembre de 2009 en iTunes.

## Otras Canciones
"The in Crowd" se lanzó como sencillo promocional el 5 de diciembre de 2008. A principios de marzo se lanzó un vídeo musical en Disney Channel.

## Lista de canciones
| N.º   | Título                                      | Duración |  |
| 1.    | «Hey»                                       | 3:01     |  |
| 2.    | «Speed Dial»                                | 3:21     |  |
| 3.    | «Us Against the World» (con Katelyn Tarver) | 4:01     |  |
| 4.    | «Do It Up»                                  | 3:19     |  |
| 5.    | «Shout It» (con Mason Musso)                | 3:38     |  |
| 6.    | «Welcome to Hollywood»                      | 2:28     |  |
| 7.    | «You Didn't Have To (Walk Away)»            | 4:15     |  |
| 8.    | «Get Out»                                   | 3:30     |  |
| 9.    | «How to Lose a Girl»                        | 3:24     |  |
| 10.   | «The In Crowd»                              | 3:45     |  |
| 11.   | «Odd Man Out»                               | 3:30     |  |
| 12.   | «Movin' In»                                 | 2:46     |  |
| 40:58 |                                             |          |  |

| Bonus track |                |          |  |
| N.º         | Título         | Duración |  |
| 13.         | «Stuck on You» | 3:18     |  |
| 44:16       |                |          |  |

## Lanzamiento Exclusivo
CD Físico
- poster de Musso
- El CD contiene un vistazo exclusivo de la canción "Let's Make This Last 4Ever", incluida en la banda sonora de Hannah Montana 3.

## Lanzamiento Internacional
El álbum salió a la venta en el Reino Unido el 24 de agosto y en España el 25 de agosto. Los residentes en el Reino Unido podían escuchar temas completos del álbum hasta el 31 de agosto en Disney My Page.

### Otras canciones grabadas
1. "Leavin'"
2. "Let's Go"
3. "Wasn't Your Girlfriend"
4. "White Striped Gloves"

## Charts
| Chart (2009)                   | Peak position |
| ------------------------------ | ------------- |
| México (AMPROFON)              | 75            |
| Estados Unidos (Billboard 200) | 19            |

## Créditos y Personal
- Dwight A. Baker - Batería, Ingeniero
- James Bourne - Vocales (fondo)
- Alex Bush - Ingeniero
- Andreas Carlsson - Guitarra
- Randy Cooke - Batería
- Simon Curtis - Voz (fondo)
- Eddie Galan - Productor, Voz (fondo)
- Steven "Stizzle" Schneider - Coproductor, Programación
- Steve Gerdes - Dirección artística, Diseño
- Jason Gleed - Productor
- Taylor Harris - Edición vocal
- David Krauklis - Batería
- Kenny Livingston - Batería
- Gavin MacKillop - Ingeniero
- Brian Malouf - Productor Ejecutivo, Mezcla
- Stephen Marcussen - Masterización
- Mason Musso - Voz (fondo)
- Mitchel Musso - Voz (principal y de fondo)
- Tim Pagnotta - Guitarra, Teclados, Productor, Ingeniero
- Brett Rosenberg - Guitarra
- Curt Schneider - Sintetizador, Bajo, Productor, Ingeniero, Mezcla
- Blair Sinta - Batería
- Greg Suran - Bajo, Guitarra, Ingeniero
- Gavin Taylor - Diseño
- Ali "Dee" Theodore - Productor
- Bryan Todd - Programación, Productor, Ingeniero, Mezcla
- Graham Ward - Batería
- Bruce Watson - Guitarra